# Fudbalski klub Laktaši
Il Fudbalski klub Laktaši (cirillico: Фудбалски клуб Лакташи, è una società calcistica bosniaca, della città di Laktaši, nella Republika Srpska. Fondata nel 1974, dopo aver militato per anni nelle serie inferiori della propria regione, ha raggiunto la prima promozione nella massima serie nazionale nella stagione 2006-2007, piazzandosi al primo posto nella Prva Liga RS (il girone di seconda divisione riservato alle squadre della Republika Srpska).
Milita attualmente nella Prva Liga, la seconda divisione bosniaca.

## Palmarès

### Competizioni nazionali
- Prva liga Republike Srpske: 1

2006-2007

## Piazzamenti
| Stagione  | Liv. | Categoria     | Pos. | G  | V  | N | P  | GF | GS | Pt. |
| --------- | ---- | ------------- | ---- | -- | -- | - | -- | -- | -- | --- |
| 2006-2007 | II   | Prva Liga RS  | 1°   | 30 | 17 | 8 | 5  | 45 | 21 | 59  |
| 2007-2008 | I    | Premijer Liga | 10°  | 30 | 13 | 4 | 13 | 42 | 40 | 43  |
| 2008-2009 | I    | Premijer Liga | 8°   | 30 | 12 | 6 | 12 | 43 | 39 | 42  |
| 2009-2010 | I    | Premijer Liga |      |    |    |   |    |    |    |     |